# 리튬 인산철 배터리
리튬 인산철 배터리(Lithium iron phosphate battery, LiFePO
4 배터리) 또는 LFP 배터리(LFP battery, 리튬 철인산염)는 인산철 리튬 (LiFePO
4)을 캐소드 재료로 사용하고, 금속성 지지대가 있는 흑연 탄소 전극을 애노드로 사용하는 리튬 이온 전지의 한 종류이다.
낮은 비용, 높은 안전성, 낮은 독성, 긴 수명 주기 등의 요인으로 인해 LFP 배터리는 차량용, 유틸리티 규모의 정지형 애플리케이션 및 백업 전원 등 여러 분야에서 사용되고 있다. LFP 배터리에는 코발트가 없다. 2022년 9월 기준으로, EV용 LFP 배터리 시장 점유율은 31%에 달했으며, 그 중 68%는 테슬라와 비야디 단 두 EV 제조사에서 나왔다. 중국 제조사들은 현재 LFP 배터리 생산 시장을 거의 독점하고 있다. 2022년부터 특허 만료가 시작되고 더 저렴한 EV 배터리에 대한 수요가 증가함에 따라, LFP 유형 생산량은 더욱 증가하여 리튬 니켈 망간 코발트 산화물 (NMC) 유형 배터리를 능가할 것으로 예상된다. 2024년까지 LFP 세계 시장은 110억~170억 달러로 추정되었다.
LFP 배터리의 비에너지는 니켈 망간 코발트 (NMC) 및 니켈 코발트 알루미늄 (NCA)와 같은 다른 일반적인 리튬 이온 배터리 유형보다 낮다. 2024년 현재, CATL의 LFP 배터리 비에너지는 셀 수준에서 205 와트시 매 킬로그램 (Wh/kg)이라고 주장된다. 비야디의 LFP 배터리 비에너지는 150 Wh/kg이다. 최고의 NMC 배터리는 300 Wh/kg 이상의 비에너지 값을 나타낸다. 특히, 테슬라의 2020년 모델 3 중형 세단에 사용되는 파나소닉의 "2170" NCA 배터리의 비에너지는 약 260 Wh/kg으로, 이는 "순수 화학물질" 값의 70%에 해당한다. LFP 배터리는 또한 다른 리튬 이온 배터리 유형보다 낮은 작동 전압을 나타낸다.

## 역사
LiFePO
4는 트리필라이트로 알려진 천연 광물이다. 아루무감 만티람과 존 B. 구디너프는 리튬 이온 전지의 캐소드 재료인 폴리아니온 클래스를 처음으로 확인했다. LiFePO
4는 1996년 Padhi 외 연구진에 의해 배터리에 사용되는 폴리아니온 클래스에 속하는 캐소드 재료로 확인되었다. LiFePO
4에서 리튬의 가역적 추출 및 FePO
4로의 리튬 삽입이 시연되었다. 낮은 비용, 무독성, 철의 자연적 풍부성, 우수한 열 안정성, 안전 특성, 전기화학적 성능 및 비축전 용량 (170 mA·h/g 또는 610 C/g) 덕분에 상당한 시장 점유율을 얻었다.
상용화의 주요 장벽은 본질적으로 낮은 도전율이었다. 이 문제는 입자 크기를 줄이고, LiFePO
4 입자를 탄소 나노튜브와 같은 전도성 물질로 코팅하거나 두 가지 방법을 모두 사용하여 극복되었다. 이 접근법은 2015년 하이드로 퀘벡과 몬트리올 대학교의 미셸 아르망과 그의 동료들에 의해 개발되었다.
 옛 밍 치앙의 MIT 연구팀의 또 다른 접근법은 LFP를 양이온으로 도핑하는 것이었다. 알루미늄, 나이오븀, 지르코늄과 같은 재료의 이온들을 사용했다.
초기 리튬 이온 전지에는 석유코크스로 만든 음극(방전 시 애노드)이 사용되었으며, 후기 유형에는 천연 또는 합성 흑연이 사용되었다.

## 사양
- 셀 전압
  - 최소 방전 전압 = 2.0-2.8 V[29][30][31]
  - 작동 전압 = 3.0 ~ 3.3 V

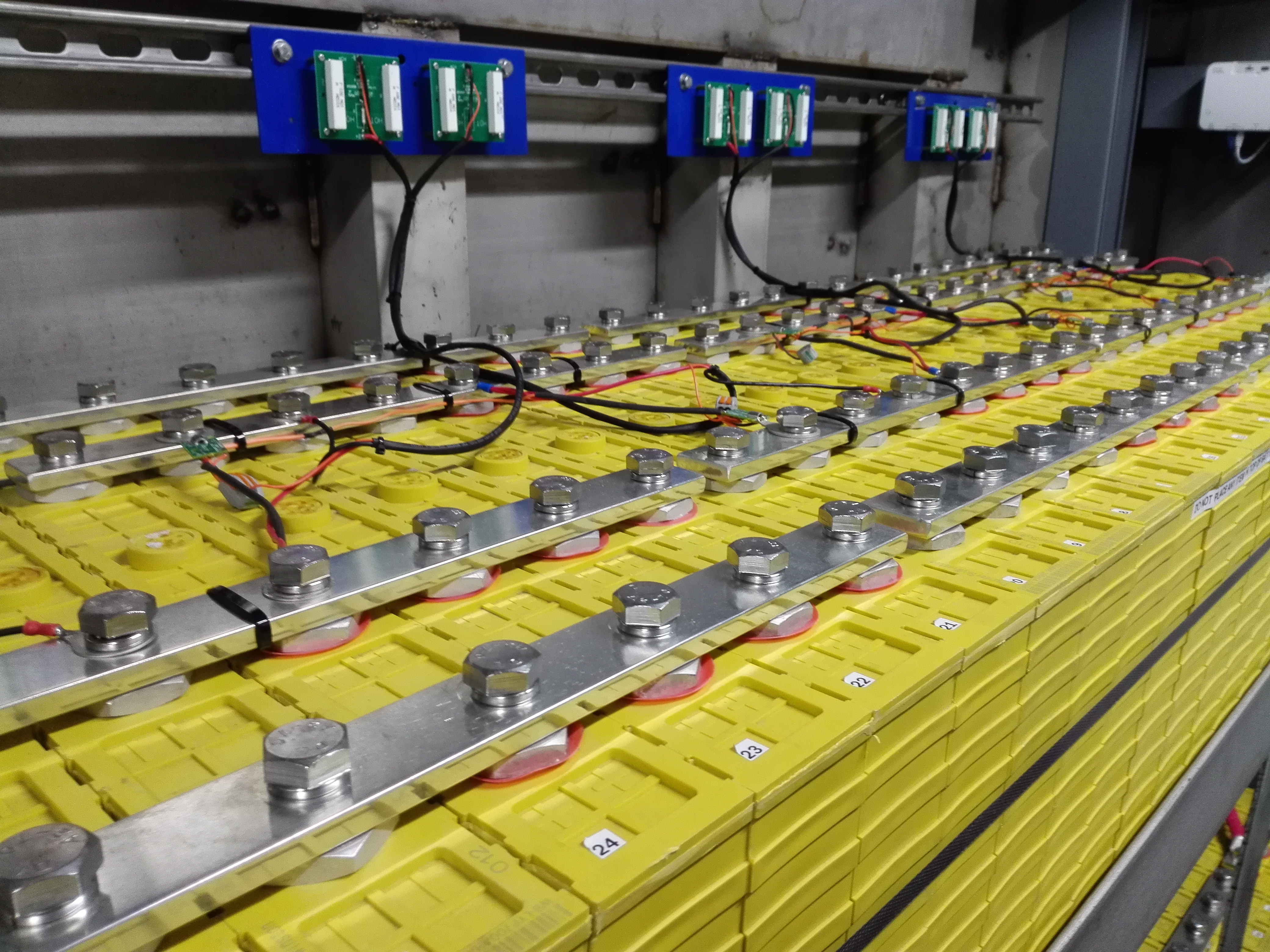
여러 리튬 인산철 모듈이 직렬 및 병렬로 연결되어 2800 Ah 52 V 배터리 모듈을 생성한다. 총 배터리 용량은 145.6 kWh이다. 모듈을 연결하는 크고 단단한 주석 도금된 구리 부스바에 주목하라. 이 부스바는 이 48볼트 DC 시스템에서 발생하는 높은 전류를 수용하기 위해 700 암페어 DC 정격이다.

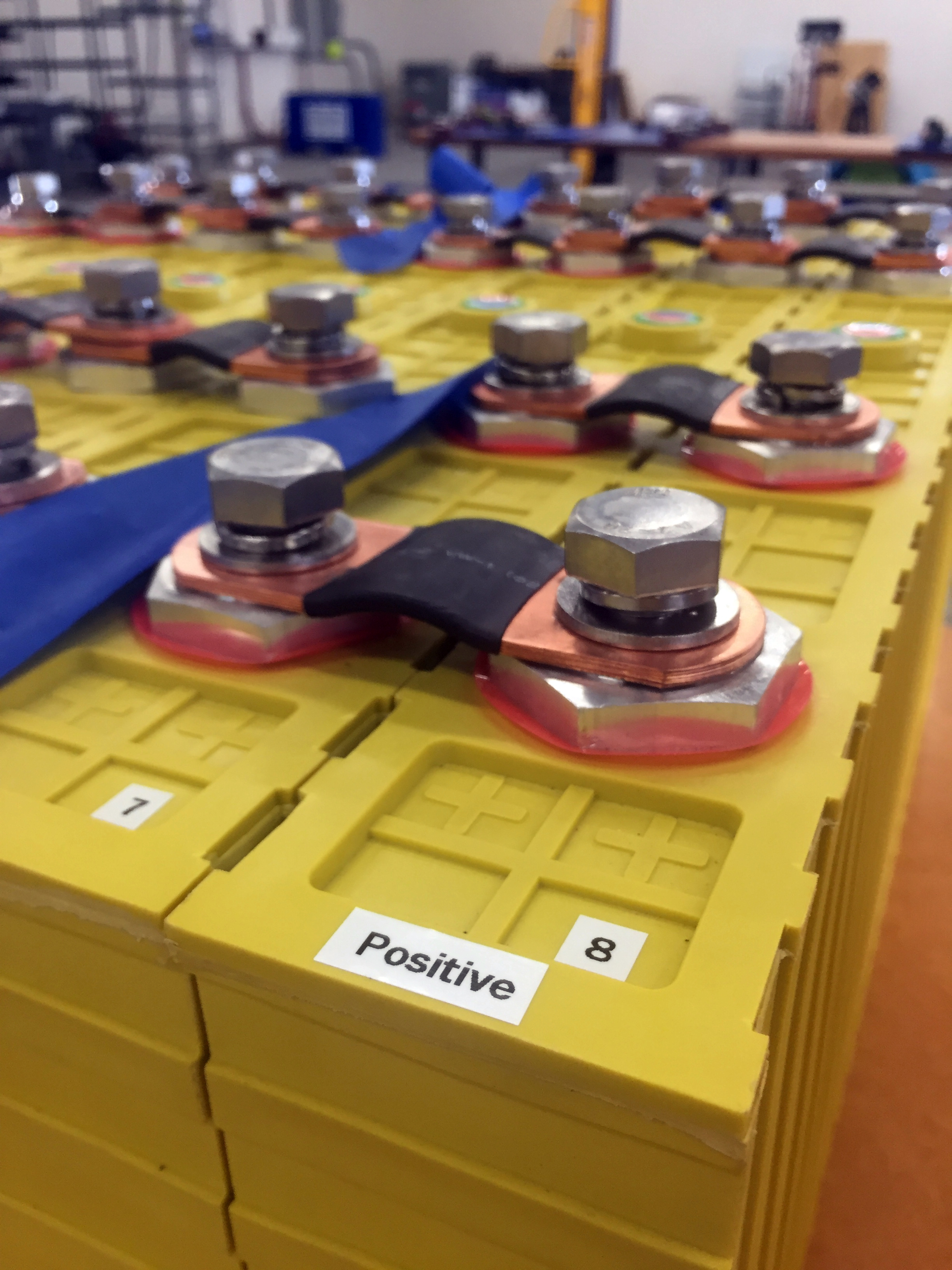
리튬 인산철 모듈, 각각 700 Ah, 3.25 V. 두 개의 모듈이 병렬로 연결되어 4.55 kWh 용량의 단일 3.25 V 1400 Ah 배터리 팩을 생성한다.

  - 최대 가용 전압 = 2.5 ~ 3.47 V
  - 최대 충전 전압 = 3.60-3.65 V[32][30]
- 체적 에너지 밀도 = 220 Wh/L (790 kJ/L)
- 중량 에너지 밀도 > 90 Wh/kg[33] (> 320 J/g). 최대 160 Wh/kg[1] (580 J/g). 2023년 말, 2024년 초에 발표된 최신 버전은 생산 비용을 늘리지 않으면서 에너지 밀도를 180에서 205 Wh/kg[34]으로 크게 개선했다.
- 수명 주기는 조건에 따라 2,500회에서 9,000회 이상이다.[6] 차세대 고에너지 밀도 버전은 충전 수명 주기가 약 15000회까지 늘어났다.

## 다른 배터리 유형과의 비교
LFP 배터리는 리튬 이온 기반 화학을 사용하며 다른 리튬 이온 배터리 화학과 많은 장단점을 공유한다. 그러나 상당한 차이가 있다.

### 자원 가용성
철과 인산염은 지각에 매우 흔하다. LFP는 니켈이나 코발트를 포함하지 않는데, 이 둘은 공급이 제한적이고 비싸다. 리튬과 마찬가지로 코발트 사용에 대해 인권 및 환경 문제가 제기되었다. 니켈 추출과 관련해서도 환경 문제가 제기되었다.

### 비용
에너지부에서 2020년에 발표한 보고서는 LFP와 NMC로 구축된 대규모 에너지 저장 시스템의 비용을 비교했다. 그 결과 LFP 배터리의 kWh당 비용이 NMC보다 약 6% 저렴했으며, LFP 셀이 약 67% 더 오래(더 많은 사이클) 지속될 것으로 예상되었다. 셀의 특성 차이로 인해 저장 시스템의 다른 일부 구성 요소 비용은 LFP에서 다소 높을 수 있지만, 전반적으로 kWh당 비용은 NMC보다 여전히 저렴하다.
2020년 최저 보고된 LFP 셀 가격은 $80/kWh (12.5 Wh/$)이었으며 평균 가격은 $137/kWh였고, 2023년에는 평균 가격이 $100/kWh로 떨어졌다.
2024년 초까지 VDA 크기의 LFP 셀은 0.5위안/Wh ($70/kWh) 미만으로 구매할 수 있었고, 중국 자동차 제조업체인 립모터는 LFP 셀을 0.4위안/Wh ($56/kWh)에 구매하며 0.32위안/Wh ($44/kWh)까지 떨어질 수 있다고 밝혔다. 2024년 중반까지 조립된 LFP 배터리는 미국 소비자들에게 약 $115/kWh에 판매되었다.

### 향상된 노화 및 수명 주기 특성
LFP 화학은 다른 리튬 이온 화학보다 훨씬 긴 수명 주기를 제공한다. 대부분의 조건에서 3,000회 이상의 사이클을 지원하며, 최적의 조건에서는 10,000회 이상의 사이클을 지원한다. NMC 배터리는 조건에 따라 약 1,000회에서 2,300회 사이클을 지원한다.
LFP 셀은 용량 손실률이 코발트 (LiCoO
2), 망가니즈 산화물 첨정석 (LiMn
2O
4), 리튬이온 중합체 전지 또는 리튬 이온 전지와 같은 리튬 이온 배터리 화학보다 느리다(즉, 더 긴 달력 수명).

### 납 축전지의 유효한 대안
공칭 3.2 V 출력으로 인해 4개의 셀을 직렬로 연결하여 공칭 전압 12.8 V를 얻을 수 있다. 이는 6셀 납 축전지의 공칭 전압과 비슷하다. LFP 배터리의 우수한 안전 특성과 함께, LFP는 자동차 및 태양광 애플리케이션과 같은 분야에서 납 축전지를 대체할 좋은 잠재력을 가지고 있다. 다만, 충전 시스템이 과도한 충전 전압(충전 중 셀당 3.6볼트 DC 초과), 온도 기반 전압 보상, 균등화 시도 또는 지속적인 트리클 충전을 통해 LFP 셀이 손상되지 않도록 개조되어야 한다. LFP 셀은 팩을 조립하기 전에 최소한 초기 균형이 맞춰져야 하며, 인산철 리튬에서 인산철로의 비가역적 탈리튬화로 인해 대부분의 경우 셀이 2.5V 미만으로 방전되지 않도록 보호 시스템이 구현되어야 한다.

### 안전성
다른 리튬 이온 화학에 비해 중요한 장점 중 하나는 열 및 화학적 안정성으로, 배터리 안전성을 향상시킨다. LiFePO
4는 코발트를 생략함으로써 LiCoO
2 및 이산화 망가니즈 첨정석보다 본질적으로 안전한 캐소드 재료이다. 코발트는 저항의 음의 온도 계수가 열폭주를 유발할 수 있다. P–O 결합은 (CoO
2)−
 이온의 Co–O 결합보다 강하여, 남용될 때(단락되거나, 과열되는 등) 산소 원자가 더 느리게 방출된다. 이러한 산화환원 에너지의 안정화는 또한 더 빠른 이온 이동을 촉진한다.
LiCoO
2 셀에서 리튬이 캐소드 밖으로 이동할 때, CoO
2는 셀의 구조적 무결성에 영향을 미치는 비선형 팽창을 겪는다. LiFePO
4의 완전히 리튬화된 상태와 탈리튬화된 상태는 구조적으로 유사하여 LiFePO
4 셀이 LiCoO
2 셀보다 구조적으로 더 안정적이라는 것을 의미한다.
완전히 충전된 LFP 셀의 캐소드에는 리튬이 남아 있지 않다. LiCoO
2 셀에서는 약 50%가 남아 있다. LiFePO
4는 산소 손실에 매우 강하며, 이는 일반적으로 다른 리튬 셀에서 발열 반응을 초래한다. 결과적으로, LiFePO
4 셀은 오용(특히 충전 중) 시 점화하기 어렵다. LiFePO
4 배터리는 고온에서 열분해되지 않는다.

### 낮은 에너지 밀도
2008년 기준 새로운 LFP 배터리의 에너지 밀도 (에너지/부피)는 새로운 LiCoO
2 배터리보다 약 14% 낮았다. 방전율은 배터리 용량의 백분율이므로, 저전류 배터리를 사용해야 하는 경우 더 큰 배터리(더 많은 암페어시)를 사용하여 더 높은 방전율을 얻을 수 있다.

## 사용법

### 가정용 에너지 저장
엔페이스는 비용 및 화재 안전을 이유로 LFP와 SunFusion Energy Systems LiFePO₄ Ultra-Safe ECHO 2.0 및 Guardian E2.0 가정용 또는 상업용 에너지 저장 배터리를 개척했다. 비록 시장은 여전히 경쟁적인 화학 물질들로 나뉘어 있지만 말이다. 다른 리튬 화학 물질에 비해 낮은 에너지 밀도는 질량과 부피를 증가시키지만, 정적 적용에서는 둘 다 더 용인될 수 있다. 2021년에는 SonnenBatterie와 엔페이즈를 포함하여 최종 사용자 가정 시장에 여러 공급업체가 있었다. 테슬라는 2023년 파워월 3 출시 전까지 가정용 에너지 저장 제품에 NMC 배터리를 계속 사용했다. 테슬라의 유틸리티 규모 배터리는 2021년에 LFP로 전환했다. EnergySage에 따르면, 미국에서 가장 자주 인용되는 가정용 에너지 저장 배터리 브랜드는 엔페이즈이며, 2021년에는 테슬라와 LG를 넘어섰다.

### 차량
가속에 필요한 높은 방전율, 낮은 무게, 긴 수명은 이 배터리 유형을 지게차, 자전거 및 전기차에 이상적으로 만든다. 12볼트 LiFePO₄ 배터리는 캐러밴, 캠핑카 또는 보트의 두 번째(주) 배터리로도 인기를 얻고 있다.
테슬라는 2021년 10월 이후 생산된 모든 모델 3 및 모델 Y의 표준 범위 모델에 LFP 배터리를 사용하고 있다. 단, 2022년부터 4680 셀로 제작된 표준 범위 차량은 NMC 화학을 사용한다.
2022년 9월 기준으로, LFP 배터리는 전체 EV 배터리 시장 점유율을 31%로 늘렸다. 이 중 68%는 테슬라와 비야디 두 회사에 의해 배치되었다.
리튬 인산철 배터리는 2021년에 설치 용량의 52%를 차지하며 공식적으로 삼원계 배터리를 추월했다. 분석가들은 2024년에는 시장 점유율이 60%를 넘어설 것으로 추정한다.
2023년 2월, 포드는 미시간에 35억 달러를 투자하여 일부 전기차용 저비용 배터리를 생산하는 공장을 건설할 것이라고 발표했다. 이 프로젝트는 포드 자회사가 전적으로 소유하지만, 중국 배터리 회사인 Contemporary Amperex Technology Co., Limited (CATL)로부터 기술을 라이선스할 예정이다.

### 태양광 조명 시스템
안정적인 작동 전압(약 3.2V)과 높은 안전성으로 잘 알려진 리튬 인산철 (LiFePO₄) 배터리는 태양광 조명 시스템에 널리 사용되어 왔다. 기존의 NiCd 또는 NiMH 배터리와 비교하여, LiFePO₄ 배터리는 더 긴 수명 주기와 우수한 열 안정성을 제공하여, 빈번한 충전 및 방전이 필요한 태양광 애플리케이션에 매우 적합하다.
또한 LiFePO₄ 배터리는 충전 과정 중 과충전에 대한 높은 내성을 보여, 복잡한 충전 제어 회로 없이도 태양 전지판에 직접 연결될 수 있다. 이는 태양광 정원등, 가로등, 그리고 다른 야외 조명 시스템에 이상적인 에너지원이 된다.
2013년까지, 더 나은 태양열 충전 PIR 센서 보안 램프가 등장했다. AA 크기 LFP 셀의 용량이 600 mAh에 불과하고(램프의 밝은 LED는 60 mA를 소모할 수 있음), 이 장치는 최대 10시간 동안만 빛을 발한다. 그러나 트리거링이 가끔만 발생하는 경우, 램프 전자기기가 야간 "유휴" 전류를 1 mA 미만으로 보장하므로, 이러한 장치는 낮은 햇빛에서도 만족스러울 수 있다.

### 기타 용도
일부 전자 담배는 이러한 유형의 배터리를 사용한다. 다른 응용 분야로는 해양 전기 시스템 및 추진, 손전등, 무선 조종 모형, 휴대용 모터 구동 장비, 아마추어 무선 장비, 산업용 센서 시스템 및 비상등이 있다.

## 최근 개발 동향
- LFP 배터리는 더 안정적인 재료를 분리막으로 사용하여 개선될 수 있다.[66] 과열된 LFP 셀을 분해한 결과 벽돌색 화합물이 발견되었다. 이는 분리막이 분자적 분해를 겪었으며, 이 과정에서 리튬 이온이 소모되어 셔틀되지 못했음을 시사한다.
- 내부 단락이 형성되었음을 외부 장치가 감지할 수 있는 3전극 배터리가 등장했다.

## 같이 보기
- 배터리 종류 목록
- 배터리 크기 목록
- 전기차 배터리 제조사 목록
- 상업용 배터리 종류 비교
- 나노와이어 배터리
- 인산염
- 출력 대 중량비
- 전고체 전지
- 초철 배터리
- 블레이드 배터리